# Anders Sømme Hammer

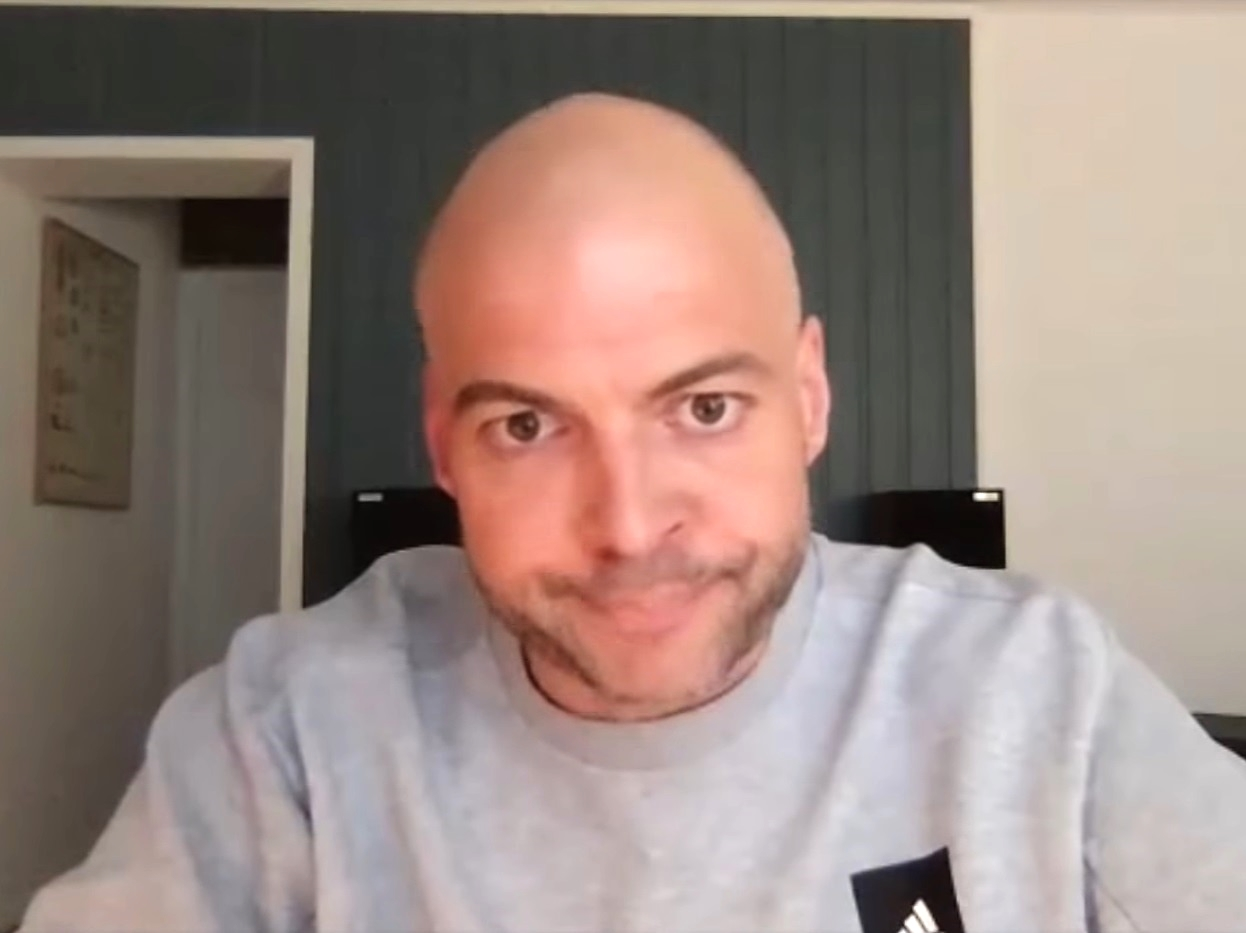
Anders Sømme Hammer, 2021

Anders Sømme Hammer (* 20. August 1977) ist ein norwegischer Journalist und Dokumentarfilmer.

## Leben
Bekannt wurde Anders Hammer 2007, als er als Journalist nach Kabul zog, um den andauernden Krieg in Afghanistan zu dokumentieren. Er arbeitete dort als Freier Journalist. Fernsehbeiträge von ihm wurden auf NRK2 und TV 2 gezeigt. Außerdem erschienen Kriegsreportagen im Dagbladet, Dagsavisen, Dagens Næringsliv, Morgenbladet, bei der Norwegian News Agency und Samtiden. 2011 verarbeitete er seien Erfahrungen im Buch Drømmekrigen. In dem Buch dokumentierte er unter anderem, dass Soldaten der NATO und auch norwegische Soldaten während ihrer Suche nach den Taliban auch Zivilisten töteten. Im gleichen Jahr erhielt er den Fritt-Ord-Preis.
Weitere Auslandsaufenthalte hatte er in Syrien und Irak. 2014 erhielt er den Den store journalistprisen und 2017 den Internasjonal Reporters journalistpris.
2018 erhielt er für Escape from Syria: Rania's odyssey für The Guardian einen Webby Award in der Kategorie „News & Politics: Individual Episode“. Der 3-minütige Film dokumentiert den Fluchtversuch einer jungen Frau vor dem Bürgerkrieg in Syrien.
Von 2019 bis 2020 drehte er den Kurz-Dokumentarfilm Do Not Split über die Proteste in Hongkong 2019/2020. Für diesen Film erhielt er eine Oscar-Nominierung in der Kategorie Bester Dokumentar-Kurzfilm.